# Lukas Mazagg
Lukas Mazagg (* 25. Dezember 1999 in Glurns) ist ein italienisch-deutscher Fußballspieler. 

## Sportlicher Werdegang
Nach seinen Anfängen in der Jugend des DFI Bad Aibling, des FC Kufstein und des SB DJK Rosenheim wechselte Mazagg im Sommer 2017 in die Jugendabteilung der Würzburger Kickers. Dort wurde er im Sommer 2018 in den Kader der zweiten Mannschaft in der Bayernliga aufgenommen. Zur nächsten Spielzeit schloss er sich dem Regionalligisten Wacker Burghausen an. Im Winter 2021 wurde er für den Rest der Saison an den FC Bayern Alzenau in der Regionalliga Südwest verliehen.
Im Sommer 2022 wechselte Mazagg zum Drittligisten SV Meppen und gab dort daraufhin in der folgenden Saison 2022/23 sein Profiliga-Debüt. Nachdem er dabei während der Hinrunde bis zur Winterpause lediglich zu fünf Einsätzen nach Einwechslung gekommen war, konnte er sich ab dem Frühjahr 2023 in der Rückrunde als Stammspieler festsetzen. Nach dem Abstieg der Meppener am Saisonende verließ er den Verein im Sommer 2023 und wechselte zur zweiten Mannschaft der TSG 1899 Hoffenheim in die Regionalliga Südwest. Dort war er auf Anhieb Stammspieler in der Defensive und avancierte vor der Spielzeit 2024/25 zum Mannschaftskapitän. Im Saisonverlauf fand er sich jedoch zeitweise aus taktischen Gründen auf der Ersatzbank, so dass Valentin Lässig unter Trainer Vincent Wagner häufiger als Kapitän die Mannschaft aufs Spielfeld führen durfte. Letztlich trug Mazagg in 27 Saisonspielen zum Gewinn der Meisterschaft bei, beim 1:1-Remis gegen TSV Steinbach Haiger erzielte er sein einziges Saisontor. Trotz des damit verbundenen Aufstiegs in die 3. Liga verließ er den Klub.
Im Sommer 2025 wechselte Mazagg zum Zweitligaabsteiger SSV Ulm 1846, bei dem er einen bis Sommer 2027 gültigen Vertrag unterzeichnete und die Rückennummer 27 erhielt.